# Castello di San Servando
Il Castello di San Servando è un castello medievale che si trova a Toledo sulla riva sinistra del Tago, di fronte al Puente de Alcántara.

## Storia
Nel 1080 il cardinale Riccardo di San Vittore, monaco dell'abbazia di San Vittore di Marsiglia, fu inviato da papa Gregorio VII al concilio di Burgos come legato per sostenere l'adozione del rito romano, in sostituzione di quello mozarabico che veniva utilizzato da secoli dai Cristiani della penisola iberica. Portò con sé istruzioni specifiche per il restauro del monastero di San Servando e la sua adozione della pratica liturgica romana.

Dopo diversi secoli di dominio musulmano, nel 1085 Toledo venne riconquistata dall'esercito cristiano di Alfonso VI di Castiglia che, insieme alla moglie Costanza di Borgogna, sostenne nel 1088 la ricostruzione del monastero, che venne offerto a papa Urbano II a condizione che venisse amministrato dall'abbazia di San Vittore, motivo per il quale venne occupato dai monaci francesi che introdussero la Regola di San Benedetto.

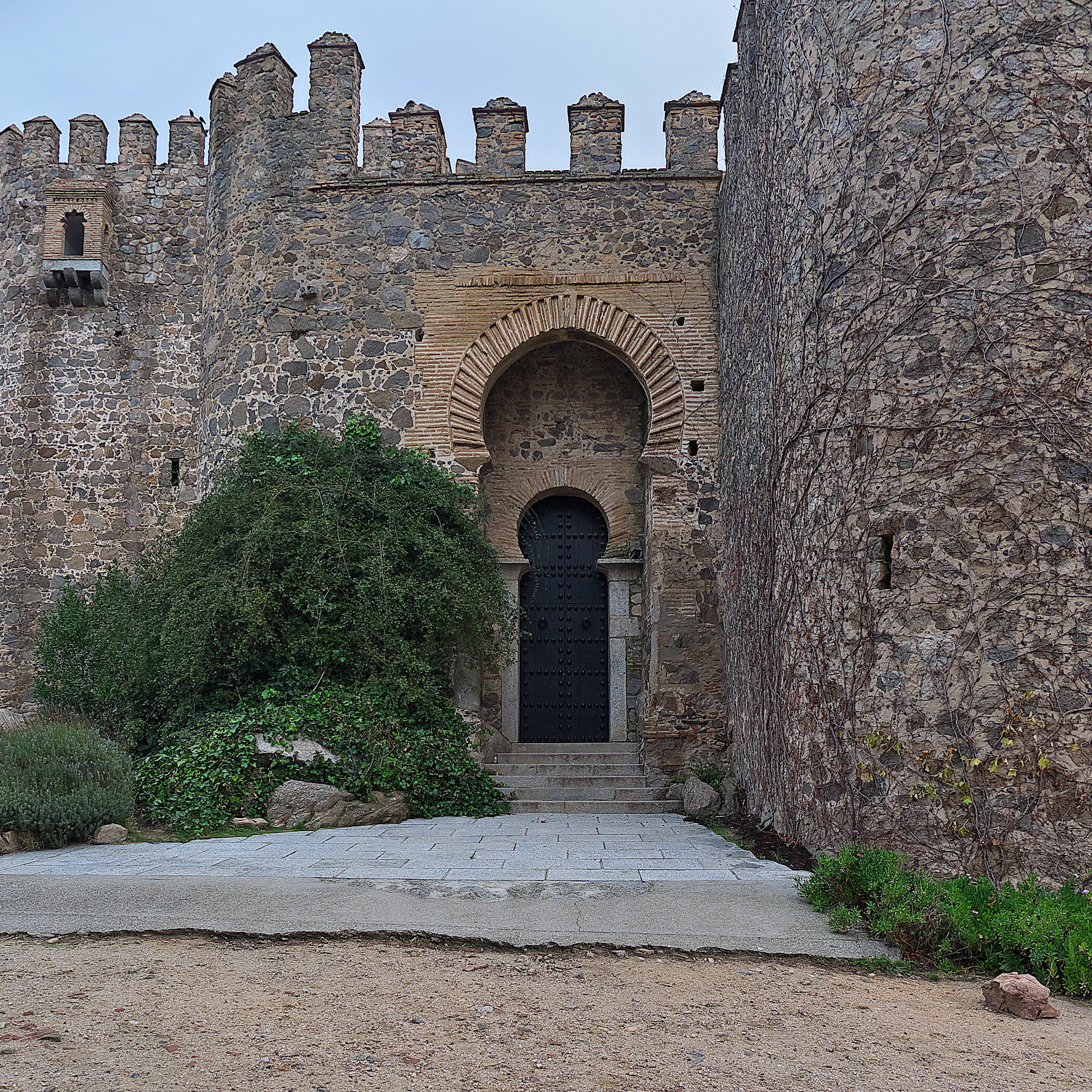
Portale

Nel 1110 il monastero venne distrutto dagli attacchi saraceni e i monaci tornarono a Marsiglia, per cui il monastero finì nei possedimenti dell'arcivescovo di Toledo.
Successivamente il re Alfonso VIII donò il monastero ai Cavalieri templari, che lo trasformarono in una fortezza a protezione del Puente de Alcántara e del centro cittadino finché, a seguito della fine della minaccia musulmana e dello scioglimento dei Templari nel 1312, la fortezza perse la sua importanza e venne trascurata. 
Il castello è raffigurato nella celebre Veduta di Toledo di El Greco e dal 1874 è un Bien de Interés Cultural.